# Irodalmi Segédkönyvek – Magyarázatok a Kötelező Magyar Házi Olvasmányokhoz
Az Irodalmi Segédkönyvek – Magyarázatok a Kötelező Magyar Házi Olvasmányokhoz egy 20. század eleji magyar iskolai kézikönyvsorozat volt. Az egyes kötetek Várnay Lajos kiadásában Budapesten jelentek meg 1911–1912-ben és a következők voltak:
- 1. Petőfi Sándor: János vitéz. Magyarázta: Bucsy István. 1911. 54 [2] l.
- 2. Jókai Mór: A nagyenyedi két fűzfa. A peregrinus. Magyarázta: Abaffy Béla. 1911. 55 l.
- 3. Tompa Mihály regéi. Magyarázta: Endrei Ákos. 1911. 24 l.
- 4. Petőfi Sándor családi versei. Magyarázta: Kiss István. 1911. 36 l.
- 5. Jókai Mór: Népvilág. Magyarázta: Madzsar Gusztáv. 1911. 35 [5] l.
- 6. Tompa Mihály népregéi. Magyarázta: Bereczky Imre. 1911. 75 l.
- 7. Faludi Ferenc: Versek, Téli éjszakák. Magyarázta: Buday Géza. 1912. 47 l.
- 8. Kisfaludy Sándor: Regéi. Magyarázta: Gondán Felicián. 1912. 46 [2] l.
- 9. Kisfaludy Károly: Szilágyi Mihály szabadulása. Mátyás deák. Hűség próbája. Magyarázta: Tordai Anyos. 1912. 39 [1] l.
- 10. Tompa Mihály elbeszélő költeményei. Magyarázta: Lengyel Miklós. 1912. 77 l.
- 11. Arany János: Az első lopás. Jóka ördöge. Magyarázta: Ady Lajos. 1912. 55 [1] l.
- 12. Arany János: Toldi estéje. Magyarázta: Kiss István. 1912. 48 l.
- 13. Petőfi Sándor: Táj- és életképei. Magyarázta: Megyesi Ferenc. 1912. 39 [1] l.
- 14. Jókai Mór: Kedves atyafiak. Magyarázta: Szemkő Aladár. 1912. 55 l.
- 15. Pázmány Péter: Négy prédikációja. Magyarázta: Werner Adolf. 1914. 56 l.
- 16. Mikes Kelemen: Törökországi levelek. Magyarázta: Jaskovics Ferenc. 1914. 29 [3] l.
- 17. Kölcsey Ferenc: Válogatott szónoki művei. Magyarázta: Loósz István. 1914. 39 l.
- 18. Br. Eötvös József: Válogatott szónoki művei. Magyarázta: Kardeván Károly. 1914. 51 l.
- 19. Kisfaludy Károly: Víg elbeszélései. Magyarázta: Ágner Lajos. 1914. 24 l.
- 20. Petőfi Sándor: Hazafias költeményei. Magyarázta: Mátray Ferenc. 1914. 39 [5] l.
- 21. Gyulai Pál: Emlékbeszédek. Magyarázta: Madzsar Gusztáv. 1914. 56 l.
- 22. Gyulai Pál: Elbeszélések. Magyarázta: Madzsar Gusztáv. 1914. 56 l.
- 23. Jókai Mór: Az új földesúr. Magyarázta: Abaffy Béla. 1914. 64 l.
- 24. Arany János: Toldi szerelme. Magyarázta: Tettemanti Béla. 1914. 66 l.